# ديميتريس كوربيليس
ديميتريس كوربيليس (باليونانية: Δημήτρης Κουρμπέλης)‏ هو لاعب كرة قدم يوناني في مركز الوسط المدافع وقلب الدفاع ولد في يوم 2 نوفمبر 1993 في مدينة كوراكوفوني في أركاديا في اليونان، يلعب حالياً مع نادي باناثينايكوس وسبق له اللعب مع أستيراس تريبوليس، بدأ باللعب مع منتخب اليونان لكرة القدم في سنة 2017 ويبلغ طوله 181 سم.

## روابط خارجية
- ديميتريس كوربيليس على موقع الاتحاد الأوربي (الإنجليزية)
- ديميتريس كوربيليس على موقع اتحاد تركيا (لاعب) (الإنجليزية)
- ديميتريس كوربيليس على موقع إي إس بي إن إف سي (الإنجليزية)
- ديميتريس كوربيليس على موقع قاعدة بيانات كرة القدم.إي يو (الإنجليزية)
- ديميتريس كوربيليس على موقع ناشيونال فوتبول تيمز (الإنجليزية)
- ديميتريس كوربيليس على موقع Soccerbase.com (لاعب) (الإنجليزية)
- ديميتريس كوربيليس على موقع Soccerway.com (الإنجليزية)
- ديميتريس كوربيليس على موقع عالم كرة القدم.نت (الإنجليزية)
- ديميتريس كوربيليس على موقع AS.com (الإسبانية)